# 木曜日のフルット
『木曜日のフルット』（もくようびのフルット）は、石黒正数による日本のギャグ漫画。『週刊少年チャンピオン』（秋田書店刊）2009年6号から連載中。『別冊少年チャンピオン』（同社刊）にて、『別冊 木曜日のフルット』（べっさつ もくようびのフルット）のタイトルで2012年7月号（創刊号）から2018年12月号まで並行連載された（『木曜日のフルット』の一部として単行本に収録）。
半ノラネコのフルットとその半飼い主である鯨井早菜を中心に、ノラネコ社会と人間社会のゆるい日常を描く2ページのショートギャグ作品。通常の石黒作品と違い、登場人物は全て3頭身にデフォルメされている。2008年まで『週刊少年チャンピオン』で連載されていた『現代怪奇絵巻』と同じく、毎週の誌面最後尾に掲載されている。当初は10回限定の連載の予定であったが、そのまま正式連載化された。
各話のサブタイトルは「○○の巻」で統一され、「フルットの巻（回数）」または「鯨井先輩の巻（回数）」（回数は丸数字）であることが多い。当初はフルットや鯨井達の世界とは全く別舞台のストーリーの回が混在していたが、連載開始10週前後以降はフルットや鯨井達の世界を中心とした回が多くなっている。
タイトルロゴは手書きで、毎週デザインが変わる。欄外下段には「この作品はフィクションであり…」の断り文が書かれるが、毎回「ション」で終わる言葉を用いたネタが仕込まれており、単行本にも収録されている。この小ネタは作者ではなく担当編集者が作っている。
単行本の掲載順は雑誌掲載順と異なっており、初期の回で一部単行本に収録されていないものがある。また連載回数が増えていっても、1回目の内容が物語の時系列的に最新の話である。

## 登場キャラクター

### 人間以外
フルット
主人公のオス猫。体色は白で灰色の縞模様がある。アウトローなノラネコのつもりでいるが、鯨井に定期的にエサを貰うなど、ノラなのか飼い猫なのか微妙な状況。更にノラネコ仲間から心配されるほど猫として運動能力は低い。一人称は「おれ」。
元々はペットショップ「BOYS」で売られていたが、自由な生活を求めて逃亡した。しかし社会の荒波に揉まれ、行き倒れていたところを、鯨井に助けられた。「フルット」という名は、その時フルフル震えていたのを見た鯨井が思いつきで付けたもの。仲間や鯨井には優しい一面もある。
ブロン
フルットのノラネコ仲間。体色はネイビー。特技はナイフ。半ノラのフルットをノラネコの先輩として軽く見ているが、日々成長していることに関しては一目置いている。
政府直属の秘密機関でスパイの訓練を受けた忍者猫である。
ウッドロウ
フルットのノラネコ仲間。体色はブラウン。目が細く常に閉じているように見えるが驚くと大きく開く。フルット、ブロンと共に「アウトローズ」を結成し縄張りを守っている。
デン
最強のノラネコ。体色は朱色。体が最も大きく力も強い。犬や人間までも一押しで倒してしまう。最強の名からフルットを含め町外からも戦いを申し込むネコが後を絶たない。メインクーンという種である。春になると花粉症に悩まされる。柿が好物。
トラ
デンの子分のノラネコ。体色は薄茶。目に傷がある武闘派ネコ。デンが広げた縄張りをクロと共に維持している。フルット一派とは敵対関係だが時に協力することもある。
クロ
デンの子分のノラネコ。体色は名前の通り黒。長身で目が黄色に光る。武闘派でフルット達のエサ場を横取りすることが多いが、子猫のコメットを助ける優しい一面も。
コメット
クロが保護した子猫。フルットの弟子となる。クロのことを「とうちゃん」と呼んで慕う一方でフルットのことも「ししょう」と呼んで慕っている。
カンスケ
アウトローズに次ぐ広さの縄張りを持つ「カンスケ一家」のリーダー。
タロ、コゲツ、モサ
「カンスケ一家」のメンバーたち。
スピア
地下を住処としている「ザ・ポーカー」の女ボス。
アイン、ツバイ、ドライ、カトル
四つ子で「ザ・ポーカー」のメンバー。
バンク
闇の商人がフルットに与えた貯金箱に一定の額が貯まったことにより命を得た猫。
縄張り争いに参戦した。「ゴールドラッシュ」のリーダー。
ドーラ、イエン
兄弟で「ゴールドラッシュ」のメンバー。
ジライヤ
ノラネコ。体色は赤。縄張りや仲間を持たず一匹狼で弱者の味方をすることが信条。しかし弱い。
ヨシオ
ノラネコ。体色はグレーに黄土色の縞。多重人格ならぬ多重猫格（ニャンカク）であり、言動と名前がコロコロ変わる。
タマ
フルットらノラネコとつるむイエネコ。体色は白で赤い首輪をしている。同じイエネコのショコラに恋をしているが、当のショコラはフルットに好意を持っている。
名前の由来は、飼い主がペットショップで「たまたま」目が合ったことから。
ショコラ
メスのイエネコ。体色はグレーで赤い首輪をしている。フルットがペットショップで暮らしていた時の仲間でフルットに好意を持っている。
ケイト
メスのイエネコ。デンに好意を持っている。
マイちゃん
メスのイエネコ。よく家出をする。
ハンマーヘッド
イエネコ。体色は白と茶で青い首輪をしている。名前の通り頭突きが得意と思いきや、逆に額の傷が弱点である。
町のノラネコたち
フルット一派、デン一派の他に、カンスケ一家、バンク一味、スピア一団など様々なグループやフリーのノラネコたちが日々縄張り争いをしている。
マリア
メスのカラス。普段からフルットとエサの取り合いをしているが、フルットに好意を感じている一面も。
ダニー
フルットの体に居付くノミ。ダニと一緒にされると怒る。ノミだが家主であるフルットの血は不味いので吸わない。放浪癖があり色々と居付く場所を変えてはフルットのところに戻ってくる。「ダニのノミー」ではなく、「ノミのダニー」。
闇の商人
フルットの前にだけ現われる不思議な商人。常にフードをかぶっているため顔は分からない。はんぺんと引き換えに怪しげな道具をくれる。道具には商人の謳い文句どおりの効果があるが、フルットはそれを使いこなせず、泣きを見る結末になることが多い。
最近不良品を売りつけるニセ者が現れた。
カッパ
父親と共に町の池に古くから住んでいるカッパ。釣りをしているフルットを騙し魚を掠め取る。
デクノボー
謎が多い犬の人形。探偵のような格好をしているが、捜査と称し女性の家に入り込み物色する変態。
ヌルット七世
惑星ヌルットの王子。フルットにそっくり。

### 人間
鯨井早菜（くじらい さな）
もう1人の主人公の、人間の女性。頼子から「鯨井先輩」と呼ばれている。セミショートヘアーとつり目が特徴的。服装にも無頓着で、いつも黒のヨットパーカーにジーンズ（夏はTシャツにショートパンツ）という出で立ち。容姿は良く、騙されて占い師をやった時、美人で評判になったことがある。
フルットによくエサをやり、暖房具代わりに部屋へ連れ込むこともあるが、正式にペットとして扱っているわけではない。定職に就かずギャンブルばかりしている駄目人間で、安いボロアパートの103号室に住んでいるが、生活能力は高く小器用な面がある。
異性への関心は薄いが、白川の思わせぶりな発言に赤面して動揺する一面も見られる。
ギャンブルの借金がきっかけで、白川のアシスタントをするようになる。頼子や間先輩と同じ女子大卒。
高見沢頼子（たかみさわ よりこ）
鯨井の後輩。職業は整体師。黒髪のセミロングで、前髪を髪留めで留めている。鯨井と正反対の律儀で堅実な性格。鯨井によくたかられるが、たびたび彼女の元を訪ねては世話を焼き、不健康な生活をたしなめる。整体の腕前は良く、整体をしながら客の職業や生活環境を当てられる特技がある。絵は下手で料理の腕も不味い。ヒルズ山城というアパートに住んでいる。ネコが好きでフルットのことも可愛がろうとするが、フルットからは嫌われている。
白川市郎（しらかわ いちろう）
鯨井と同じアパートに住む漫画家の先生。小太りで顎にひげを生やし、丸眼鏡を掛けている。穏やかな性格。週刊誌で『狂闘先生!』を連載中。絵やストーリーはお世辞にも上手とは言えず、インターネット上の評価も散々であるが、ネタへの拘りは非常に強い。鯨井のアドバイスをきっかけに連載が進むにつれ徐々に作品の人気や売れ行きが上がっている。ネコが苦手。
富竹（とみたけ）さん
鯨井と同じアパートの201号室に住む住人。やせ型で身長が高く、面長な顔立ちと左右で高さが違う眉毛が特徴的。念願のラーメン屋を浅草に開くが、当初は経営が上手くいかず困窮していた。後に、白川のアドバイスで流行のつけ麺をメニューに加えたことで、客足が伸びている模様。時々鯨井がバイトに来る。
管理人さん
鯨井が住むアパートの管理人兼大家で、60代くらいの女性。鯨井に町内会行事の手伝いのアルバイトを紹介することもある。巧みな話術で鯨井に家賃を出させ、オレオレ詐欺を撃退する一面もある。
間先輩（はざま せんぱい）
鯨井の大学時代の先輩。輸入雑貨チェーンを経営する女社長で、商品の企画・開発にも携わっている。髪は茶色のロング、やや高めの位置のポニーテールが特徴的。身なりはゴージャスで、よくタバコを吸っている。鯨井のことを「さーちゃん」と呼ぶ。
八平ペロ（はちひら ペロ）
新人漫画家。たまに白川のヘルプをする。うっかり者の女性。
沢村（さわむら）
白川の担当編集者。強面ではあるが優しいところも多く、白川にとっては良き理解者でもある。
森田（もりた）さん
鯨井と同じアパートの住人。ミュージシャン志望だが音痴。
町子（まちこ）
頼子の同僚の整体師。スマホでの情報収集に余念がない。
佐藤一（さとう はじめ）
頼子の隣の部屋に住む青年。頼子にときめいている。
宍緒美弥子（ししお みやこ）
雑居ビルで占いをしている霊媒師。幽霊や守護霊を見ることができる。
嘉門翁家（かもん おういえ）
頼子の守護霊。正体は頼子の先祖の戦国時代の武士。早駆けが得意だが視力が悪く、それが命取りとなる。嘉門神社という眼病にご利益がある神社に祀られている。

## 書誌情報
- 石黒正数『木曜日のフルット』 秋田書店〈少年チャンピオン・コミックス〉、既刊11巻（2024年8月7日現在）
  1. 2010年10月8日発売[1]、ISBN 978-4-253-21610-4
  2. 2012年4月6日発売[2]、ISBN 978-4-253-21611-1
  3. 2013年7月8日発売[3]、ISBN 978-4-253-21612-8
  4. 2014年9月8日発売[4]、ISBN 978-4-253-21613-5
  5. 2015年12月8日発売[5]、ISBN 978-4-253-21614-2
  6. 2017年3月8日発売[6]、ISBN 978-4-253-21843-6
  7. 2018年7月23日発売[7]、ISBN 978-4-253-21844-3
  8. 2019年10月23日発売[8]、ISBN 978-4-253-21845-0
  9. 2021年6月8日発売[9]、ISBN 978-4-253-21846-7
  10. 2023年1月6日発売[10]、ISBN 978-4-253-21847-4
  11. 2024年8月7日発売[11]、ISBN 978-4-253-28581-0